# 李保国 (1961年10月)
李保国（1961年10月—），男，河南济源人，中国食品科学家，上海理工大学医疗器械与食品学院教授、食品科学与工程研究所所长，中共党员。主要研究方向为食品和农产品加工新技术、食品和药品微胶囊化技术和食品加工过程的节能技术。发表论文数百篇，获得中国国家发明专利12项，参编多部著作，获得中华全国工商业联合会科技进步二等奖等奖项。

## 生平
1982年河南科技学院农业机械化专业毕业，1991年获得江苏理工大学农产品加工专业工学硕士学位。1999年获得中国农业大学农产品加工与贮藏专业工学博士学位。1999年至2001年在上海理工大学做博士后研究。
1982年至1996年间，曾在河南科技学院任教、后任同校机电学院院长。
2001年起，任上海理工大学教授，食品科学与工程研究所所长。